# Heti Világgazdaság

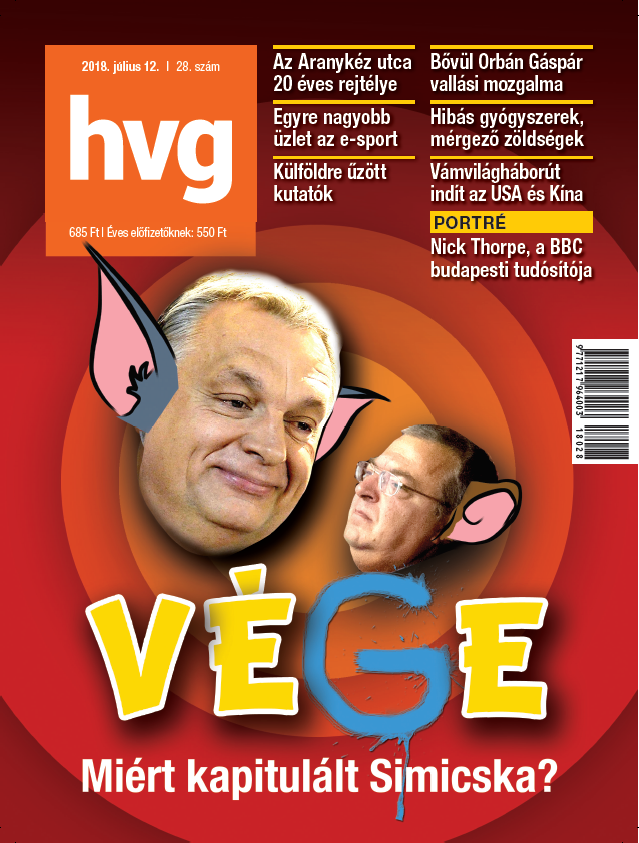

Heti Világgazdaság (lett. "Settimanale di Economia Mondiale"), conosciuto come HVG, è uno dei settimanali  dell'Ungheria, specializzato soprattutto in notizie di ambito economico e politico. 2004 la  circolazione si attestava a circa 140000 copie